# Kémes, Baranya
Kémes este un sat în districtul Siklós, județul Baranya, Ungaria, având o populație de 498 de locuitori (2011). 

## Demografie
Componența etnică a satului Kémes
     Maghiari (97,35%)
     Germani (1,1%)
     Alții (1,55%)
Componența confesională a satului Kémes
     Romano-catolici (48,19%)
     Reformați (26,51%)
     Fără religie (5,82%)
     Necunoscută (19,48%)
     Alte religii (3,01%)
Conform recensământului din 2011, satul Kémes avea 498 de locuitori. Din punct de vedere etnic, majoritatea locuitorilor (97,35%) erau maghiari, cu o minoritate de germani (1,1%). Nu există o religie majoritară, locuitorii fiind romano-catolici (48,19%), reformați (26,51%) și persoane fără religie (5,82%). Pentru 19,48% din locuitori nu este cunoscută apartenența confesională.